# Jens Olsson
Jens Christer Bertil Olsson (* 15. Dezember 1964 in Ödeborg) ist ein ehemaliger schwedischer Badmintonspieler.

## Karriere
Jens Olsson nahm 1992 und 1996 an Olympia teil. Bei seiner ersten Teilnahme wurde er 17. im Herreneinzel, bei der zweiten 9. 2000 wurde er mit dem BC Eintracht Südring Berlin Deutscher Mannschaftsmeister.

## Sportliche Erfolge
| Veranstaltung | Saison                                               | Disziplin    | Platz | Name |
| ------------- | ---------------------------------------------------- | ------------ | ----- | --- |
| 1982/1983     | Schweden: Einzelmeisterschaft U19                    | Mixed        | 1     | Jens Olsson / Catharina Andersson (Valbodalen / BMK Minton)                                                                                                 |
| 1986          | USSR International                                   | Herrendoppel | 1     | Peter Axelsson / Jens Olsson (SWE) |
| 1986          | Norwegian International                              | Herrendoppel | 1     | Peter Axelsson / Jens Olsson (SWE) |
| 1986/1987     | Schweden: Einzelmeisterschaft U22                    | Herrendoppel | 1     | Peter Axelsson / Jens Olsson (Täby BMF / GBK) |
| 1987          | USSR International                                   | Herreneinzel | 1     | Jens Olsson (SWE) |
| 1987/1988     | Schweden: Einzelmeisterschaft                        | Herreneinzel | 1     | Jens Olsson (Göteborgs BK) |
| 1987/1988     | Schweden: Einzelmeisterschaft U22                    | Herreneinzel | 1     | Jens Olsson (GBK) |
| 1987/1988     | Schweden: Einzelmeisterschaft U22                    | Mixed        | 1     | Jens Olsson / Catrine Bengtsson (GBK) |
| 1987/1988     | Schweden: Einzelmeisterschaft U22                    | Herrendoppel | 1     | Peter Axelsson / Jens Olsson (Täby BMF / GBK) |
| 1988/1989     | Schweden: Einzelmeisterschaft                        | Mixed        | 1     | Jens Olsson / Catrine Bengtsson (GBK) |
| 1990/1991     | Schweden: Einzelmeisterschaft                        | Herreneinzel | 1     | Jens Olsson (Spårvägen) |
| 1992          | Olympia                                              | Herreneinzel | 17    | Jens Olsson |
| 1993/1994     | Deutschland: Internationale Meisterschaften          | Herreneinzel | 2     | Jens Olsson (SWE) |
| 1993/1994     | Dänemark: Internationale Meisterschaften             | Herreneinzel | 2     | Jens Olsson (Sweden) |
| 1993/1994     | Schweden: Einzelmeisterschaft                        | Herreneinzel | 1     | Jens Olsson (Göteborgs BK) |
| 1994          | Schweiz: Internationale Meisterschaften – Swiss Open | Herreneinzel | 3     | Jens Olsson (SWE) |
| 1994          | Swedish Open                                         | Herreneinzel | 1     | Jens Olsson (SWE) |
| 1994/1995     | Schweden: Einzelmeisterschaft                        | Herreneinzel | 1     | Jens Olsson (Göteborgs BK) |
| 1995          | Copenhagen Masters                                   | Herreneinzel | 1     | Jens Olsson (SWE) |
| 1995          | Swiss Open                                           | Herreneinzel | 1     | Jens Olsson (SWE) |
| 1995/1996     | Schweden: Einzelmeisterschaft                        | Herreneinzel | 1     | Jens Olsson (Västra Frölunda) |
| 1996          | Olympia                                              | Herreneinzel | 9     | Jens Olsson |
| 1996          | Scottish Open                                        | Mixed        | 1     | Jens Olsson / Astrid Crabo (SWE) |
| 1997          | Norwegian International                              | Herreneinzel | 1     | Jens Olsson (SWE) |
| 1999/2000     | Deutsche Mannschaftsmeisterschaft                    | Mannschaft   | 1     | BC Eintracht Südring Berlin (Jens Olsson, Sebastian Schmidt, Kristof Hopp, Mikael Rosén, Catrine Bengtsson, Margit Borg, Rikard Magnusson, Daniel Eriksson) |
| 1999/2000     | Schweden: Einzelmeisterschaft O35                    | Herreneinzel | 1     | Jens Olsson (Västra Frölunda) |